# 大干围站
大干围站是广州地铁10号线的一个车站，位于中国广东省广州市海珠区瑞宝街道润江南路以北，珠江后航道旁，于2025年6月29日启用。

## 车站结构

### 车站楼层
本站共设有三层。其中地面为车站出入口，周边为润江南路、新业路、石溪思亲楼及邻近建筑；地下一层为站厅；地下二层为车站设备区；地下三层为10号线站台。
| 地下一层 | 站厅                       | 售票機、客服中心、商店、警务室、安检设施 |  |  |
| 地下二层 | 设备层                     | 车站设备                                 |  |  |
| 地下三层 | 2 站台                     | █10号线 西塱方向（下站：东沙）           |  |  |
|          | 岛式站台（卫生间、母婴室） |                                          |  |  |
|          | 1 站台                     | █10号线 杨箕东方向（下站：工业大道南）   |  |  |

### 站厅
大干围站站厅設有自动售票機及智能客務中心。

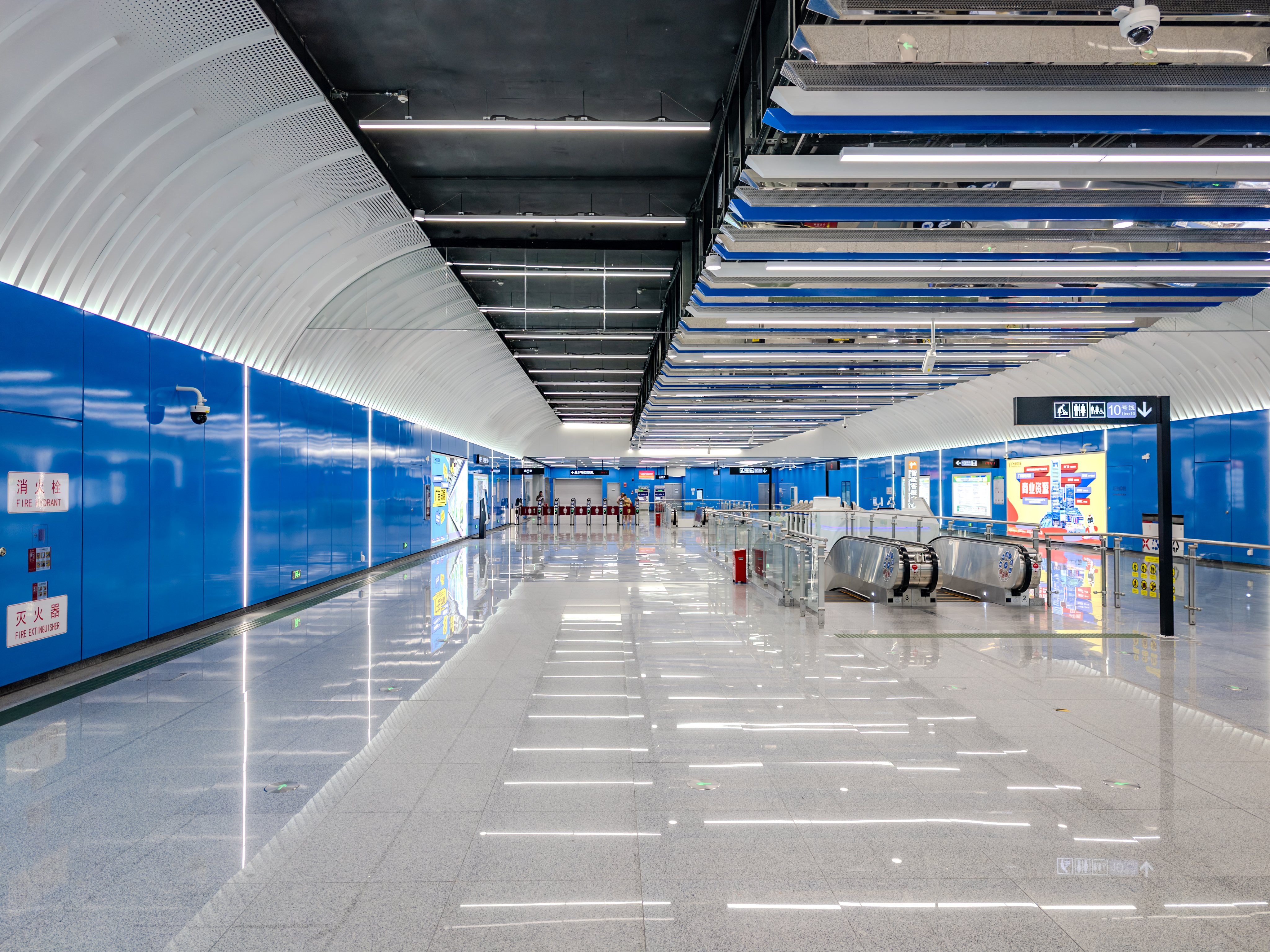
车站站厅

为方便行人进出，大干围站站厅南侧被划分为收费区，收费区内设有一台专用电梯、五条扶手电梯及一组楼梯方便乘客前往月台。

### 月台
本站将设有一个岛式月台，位于规划道路的地底。本站的卫生间及母婴室设于往工业大道南方向的端头。
另外，本站在月台东端设有一条单渡线。

### 出入口
大干围站启用时将设有2个出入口供乘客进出。
|                                           |                                        |      |          |                                             |
| 编号                                      | 设施                                   | 照片 | 出口指示 | 建议前往的目的地                            |
| A                                         | 盲道标志 · 无障碍通道标志 · 升降机标志 |      | 环岛路   | 越秀·天荟江湾、越秀·江湾潮起 公交：大干围站 |
| B                                         | 盲道标志 · 扶手电梯标志                |      | 新业路   |                                             |
| 註： 設有 \| 設有 \| 設有 \| 設有扶手電梯 |                                        |      |          |                                             |

## 接驳交通
车站A出口附近设有大干围公交站，可供乘客前往润江南路、石岗路等地。
| 公交线路 \| 编号 \| 编号 \| 线路 \| 线路 \| 线路 \| 收费 \| 备注 \| \| ---- \| ---- \| ------------------ \| ---- \| -------------------- \| ---- \| ---- \| \| \| 87 \| 润江南路 \| ⇆ \| 广钢新城（荔勤南路） \| 2元 \| \| \| \| 530 \| 沙涌南（凤翔公园） \| ⇆ \| 润江南路 \| 2元 \| \| |      |                    |      |                      |      |      |
| 编号 | 编号 | 线路               | 线路 | 线路                 | 收费 | 备注 |
| | 87   | 润江南路           | ⇆    | 广钢新城（荔勤南路） | 2元  |      |
| | 530  | 沙涌南（凤翔公园） | ⇆    | 润江南路             | 2元  |      |

## 历史
本站根据所处的大干围工业区而被命名为大干围站。
2025年1月17日，本站完成“三权”移交。6月29日，车站随10号线首通段通车而正式启用。

## 未来发展
本站未来将配合石溪村改造，进行车站上盖综合体开发。此外，规划中的24号线南延段拟设有大干围站，惟10号线建设时未作出预留。